# Johannes Kühn
Johannes Kühn (Passau, 19 november 1991) is een Duits biatleet. Hij vertegenwoordigde zijn vaderland op de Olympische Winterspelen 2018 in Pyeongchang en de Olympische Winterspelen 2022 in Peking.

## Carrière
Kühn maakte zijn wereldbekerdebuut in december 2012 op de sprint in Pokljuka. In 2018 nam Kühn een eerste keer deel aan de Olympische Winterspelen. Hij eindigde 58e in het individuele nummer. Op 6 december 2018 behaalde Kühn een eerste medaille tijdens een wereldbekerwedstrijd dankzij een tweede plaats op de 20 km individueel in Pokljuka.
Het seizoen 2021/2022 behaalde Kühn zijn eerste individuele overwinning in de wereldbeker met een overwinning in de sprint van Hochfilzen te winnen op 10 december 2021. Datzelfde seizoen ging Kühn ook naar de Olympische Winterspelen in Peking. Hij eindigde dat seizoen als 11e in de wereldbeker.
In 2023 nam Kühn deel aan de wereldkampioenschappen in eigen land. Daar behaalde hij op drie verschillende nummers een top 10-plaats, met beste klassering een 5e plaats met de Duitse estafetteploeg, verder bestaande uit Justus Strelow, Roman Rees en Benedikt Doll.

## Resultaten

### Olympische Winterspelen
| Jaar | Plaats      | Onderdeel   | Onderdeel | Onderdeel     | Onderdeel  | Onderdeel | Onderdeel          |
| Jaar | Plaats      | Individueel | Sprint    | Achtervolging | Massastart | Estafette | Gemengde estafette |
| ---- | ----------- | ----------- | --------- | ------------- | ---------- | --------- | ------------------ |
| 2018 | Pyeongchang | 58e         | –         | –             | –          | –         | –                  |
| 2022 | Peking      | 51e         | 33e       | 12e           | 10e        | –         | –                  |

### Wereldkampioenschappen
| Jaar | Plaats    | Onderdeel   | Onderdeel | Onderdeel     | Onderdeel  | Onderdeel | Onderdeel          | Onderdeel                 |
| Jaar | Plaats    | Individueel | Sprint    | Achtervolging | Massastart | Estafette | Gemengde estafette | Single gemengde estafette |
| ---- | --------- | ----------- | --------- | ------------- | ---------- | --------- | ------------------ | ------------------------- |
| 2019 | Östersund | –           | 23e       | 24e           | –          | –         | –                  | –                         |
| 2020 | Antholz   | 26e         | 40e       | 28e           | 10e        | –         | –                  |                           |
| 2021 | Pokljuka  | –           | 23e       | 44e           | 40e        | –         | –                  | –                         |
| 2023 | Oberhof   | –           | 8e        | 6e            | 21e        | 5e        | –                  | –                         |

### Wereldkampioenschappen junioren
| Jaar | Plaats      | Onderdeel   | Onderdeel | Onderdeel     | Onderdeel |
| Jaar | Plaats      | Individueel | Sprint    | Achtervolging | Estafette |
| ---- | ----------- | ----------- | --------- | ------------- | --------- |
| 2010 | Torsby      | –           | –         | –             | Goud      |
| 2011 | Nové Město  | –           | Zilver    | Goud          | Goud      |
| 2012 | Kontiolahti | 18e         | 4e        | 12e           | 4e        |

### Wereldbeker
Eindklasseringen
| Seizoen   | Algemeen | Individueel | Sprint | Achtervolging | Massastart |
| --------- | -------- | ----------- | ------ | ------------- | ---------- |
| 2012/2013 | 71e      | –           | 67e    | 64e           | –          |
| 2013/2014 | –        | –           | –      | –             | –          |
| 2014/2015 | 54e      | –           | 56e    | 45e           | 43e        |
| 2015/2016 | 80e      | 45e         | –      | –             | –          |
| 2017/2018 | 28e      | 29e         | 21e    | 39e           | 19e        |
| 2018/2019 | 28e      | 13e         | 26e    | 31e           | 3e         |
| 2019/2020 | 13e      | 19e         | 10e    | 16e           | 13e        |
| 2020/2021 | 46e      | 26e         | 49e    | 49e           | –          |
| 2021/2022 | 11e      | –           | 6e     | 20e           | 12e        |
| 2022/2023 | 26e      | 19e         | 24e    | 26e           | 30e        |

Wereldbekerzeges
| Nr.         | Datum            | Plaats      | Onderdeel    |             |
| Individueel | Individueel      | Individueel | Individueel  | Individueel |
| ----------- | ---------------- | ----------- | ------------ | ----------- |
| 1.          | 10 december 2021 | Hochfilzen  | 10 km sprint |             |